# GR8EST
『GR8EST』（グレイテスト）は、関ジャニ∞の2枚目のベスト・アルバム。2018年5月30日にINFINITY RECORDSから発売された。

## 概要
- 前作『8EST』から約5年7か月振りのリリース[注 1]。
- CDは完全限定豪華盤、201∞限定盤[注 2]、通常盤の3形態で発売。
- 22ndシングル「あおっぱな」から40thシングル「応答セヨ」までのシングル表題曲全21曲に加え、9thシングル「無責任ヒーロー」を東京スカパラダイスオーケストラがリアレンジし、関ジャニ∞とダブルバンドでのコラボレーションを行った「無責任ヒーロー jam with 東京スカパラダイスオーケストラ」、4thシングル「大阪ロマネスク」にフィーチャリングゲストとして葉加瀬太郎をヴァイオリン演奏とストリングスアレンジに迎えた「大阪ロマネスク feat.葉加瀬太郎」の2曲をボーナストラックとして追加収録し、全形態共通で全23曲を収録[18]。
  - 201∞限定盤の特典CDには、DJ和による代表シングル曲からライブでの鉄板曲、隠れた名曲など幅広い全38曲を約65分のノンストップでつなげたオフィシャルミックス「関ジャニ∞ GR8EST non-stop mix by DJ和」を収録[18]。
    - 同音源は、自身のこれまでの作品に収録されてきたリミックス音源とは異なり、原曲の音源をそのまま使用しているが、収録時間がハーフサイズ程度であり、フルバージョンの音源は収録されていない。
- 完全限定豪華盤・201∞限定盤には特典DVDを付属。
  - 完全限定豪華盤には、22ndシングル「あおっぱな」以降に発表された、シングル表題曲21曲、カップリング4曲、アルバムリードトラック4曲のミュージック・ビデオ、本作のボーナス・トラック「無責任ヒーロー jam with 東京スカパラダイスオーケストラ」「大阪ロマネスク feat.葉加瀬太郎」のミュージック・ビデオとメイキング映像を収録[18]。
    - 「無責任ヒーロー jam with 東京スカパラダイスオーケストラ」は、音源と同様に東京スカパラダイスオーケストラとのダブルバンドによる対面式でのコラボレーションとなった[20][21]。
    - 「大阪ロマネスク feat.葉加瀬太郎」は、メンバー7人がそれぞれ違うシチュエーションでのソロショットを地元大阪にて撮影された[20]。2006年の同曲の発売から約12年越しのミュージック・ビデオの制作となった。

  - 201∞限定盤には、映画監督でCMプランナーの長久允による、201∞年（エイトイヤー）を象徴するコンセプト映像[19]で、「GR8EST BABY」誕生の瞬間をファンタジックに映像化した「HELLO! GR8EST BABY!!」を収録[20]。
- 通常盤のジャケット写真には、メンバー7人それぞれの乳児期の写真を特殊技術で合成し、1人の赤ちゃんの顔にしたものが使用された[22]。
- 2018年5月29日、自身初となる継続的なiOS・Androidアプリ『GR8ESTアプリ』がリリースされた[23][24][25][26]。
  - 同年9月3日にアップデートされ、41stシングル『ここに』以降の作品も利用できる『関ジャニ∞アプリ』に名称を変更[27][28]。以降、2021年10月現在まで様々な作品が同アプリ対応となった。
- 同年6月29日、同年9月22日・23日に開催自身初の海外公演『KANJANI'S EIGHTERTAINMENT GR8EST in Taipei』が台湾・台北アリーナで開催される事に伴い、台湾で本作と1stベストアルバム『8EST』が同時発売された[29]。
- 渋谷すばる・錦戸亮の脱退に伴い、7人体制では最後のアルバムかつ、最後のCD作品となった。
- 2024年1月1日、デビュー20周年を記念し、過去にリリースされた全楽曲が各種音楽ダウンロードサービス、サブスクリプションサービスで配信されることに伴い、本作の配信も開始された[30][31][32]。

### 各形態概要
| ＃ | 曲名                                  | 形態                 |
| -- | ------------------------------------- | -------------------- |
| 1  | 関ジャニ∞ GR8EST non-stop mix by DJ和 | 201∞限定盤（特典CD） |

| 特典内容                             | 形態                       |
| ------------------------------------ | -------------------------- |
| 特典DVD（詳細は「#特典DVD」を参照）  | 完全限定豪華盤             |
| LPサイズ・スペシャルパッケージ仕様   | 完全限定豪華盤             |
| 24Pフォトブック（LPサイズ）          | 完全限定豪華盤             |
| 大判サイズ オリジナルフォト（8枚組） | 完全限定豪華盤             |
| ポスターポストカードセット（20枚）   | 完全限定豪華盤             |
| 特典DVD（詳細は「#特典DVD」を参照）  | 201∞限定盤                 |
| 特典CD（詳細は「#特典CD」を参照）    | 201∞限定盤                 |
| 40Pフォトブック                      | 201∞限定盤                 |
| オリジナルポスターA                  | 201∞限定盤                 |
| オリジナルケース仕様                 | 201∞限定盤（初回プレス分） |
| 歌詞ブック                           | 通常盤                     |
| オリジナルポスターB                  | 通常盤                     |

## 販売形態
- 発売日：2018年5月30日
  - 完全限定豪華盤（JACA-5724~5727：2CD+2DVD）
    - LPサイズ・スペシャルパッケージ仕様
    - 24Pフォトブック（LPサイズ）封入
    - 大判サイズ オリジナルフォト（8枚組）封入
    - ポスターポストカードセット（20枚）付属[注 3]
      - 1st Best Album『8EST』(初回限定盤A封入)に繋がるシングルポスター絵柄のポストカードセット。

  - 201∞限定盤（JACA-5728~5731：3CD+DVD）
    - オリジナルケース仕様（初回プレス分のみ）
    - 40Pフォトブック封入
    - オリジナルポスターA付属[注 3]

  - 通常盤（JACA-5732~5733：2CD）
    - 歌詞ブック封入
    - オリジナルポスターB付属[注 3]
- 発売日：2024年1月1日
  - 配信作品
    - デビュー20周年を記念した音楽ダウンロードサービスおよびサブスクリプションサービスでの配信[30][31][32]。

## チャート成績
- オリコンチャート
  - 初日189,557枚を売り上げ、2018年5月30日付の「オリコンデイリー CDアルバムランキング」で初登場1位を獲得した[1]。
  - 初週305,187枚を売り上げ、2018年6月11日付の「オリコン週間 CDアルバムランキング」で週間1位を獲得した[2][3]。
    - 10作連続、通算10作目のアルバム1位獲得となった[2]。
    - 初動売上が30万枚を突破するのは前作『ジャム』から3作連続、通算4回目である[2]。
    - 2018年に発売された男性アーティストのアルバムとしては、BTSの『FACE YOURSELF』の初週28.2万枚を上回り、本作発売時点での最高記録となった[2]。

  - 累計305,187枚を売り上げ、2018年5月度「オリコン月間 CDアルバムランキング」で月間1位を獲得した[5]。
    - 同チャートで自身のアルバムが1位を獲得するのは、前作『ジャム』から2作連続、通算3作目である。

  - 累計322,003枚を売り上げ、2018年度「オリコン上半期 CDアルバムランキング」で上半期3位を獲得した[6]。
    - 同チャートで自身のアルバムがトップ3に入るのは初である。

  - 累計351,306枚を売り上げ、2018年度「オリコン年間 CDアルバムランキング」で年間6位を獲得した[7]。
    - 同チャートで自身のアルバムがトップ10に入るのは4作連続、通算4作目である。

  - 累計156ダウンロードを記録し、2024年1月15日付の「オリコン週間 デジタルアルバムランキング」で週間28位を獲得した[4]。
- Billboard JAPAN
  - 初週289,272枚を売り上げ、2018年6月6日公開の「Billboard Japan Top Albums Sales」で週間1位を獲得した[8]。
  - 2018年6月6日公開の「Billboard Japan Hot Albums」で週間1位を獲得した[9]。
  - 累計31.8万枚を売り上げ、2018年度「Billboard Japan Top Albums Sales」で上半期4位を獲得した[11]。
  - 2018年度「Billboard Japan Top Albums Sales Year End」で年間7位を獲得した[12]。
    - 同チャートで自身のアルバムがトップ10に入るのは5作連続、通算5作目である。

  - 2018年度「Billboard Japan Hot Albums Year End」で年間11位を獲得した[13]。
  - 2024年1月10日公開の「Billboard Japan Download Albums」で週間29位を獲得した[10]。
- タワーレコード
  - 2018年度「邦楽総合アルバム上半期チャート」で上半期2位を獲得した[14]。
  - 2018年度「ベストセラーズ2018 邦楽総合アルバム」で年間3位を獲得した[15]。
- HMV
  - 2018年度「HMV 上半期 J-POP アルバムランキング 2018」で上半期1位を獲得した[16]。

## 収録曲

### CD
- Disc 1・2の収録内容は全形態共通。
- 全曲リマスタリング仕様。
- ※はアルバム初収録曲。※※はシングル・バージョンアルバム初収録曲。

#### Disc 1
1. あおっぱな - [3:56]
作詞：増子直純
作曲：上原子友康
編曲：大西省吾
  - 22ndシングル
  - テレビ朝日系金曜ナイトドラマ『ボーイズ・オン・ザ・ラン』主題歌[33]
  - 怒髪天の増子直純と上原子友康からの楽曲提供。
2. へそ曲がり - [4:16]
作詞・作曲：TAKESHI
編曲：大西省吾
  - 23rdシングルの1曲目
  - テレビ朝日系金曜ナイトドラマ『お天気お姉さん』主題歌[34]
3. ここにしかない景色 - [4:24]
作詞・作曲：A.F.R.O
編曲：大西省吾
  - 23rdシングルの2曲目
  - 東宝配給映画『県庁おもてなし課』主題歌[35]
4. 涙の答え - [5:00]
作詞：Saori
作曲：Nakajin
編曲：野間康介
  - 24thシングル
  - ショウゲート配給映画『100回泣くこと』主題歌[36]
  - SEKAI NO OWARIのSaoriとNakajinからの楽曲提供。
5. ココロ空モヨウ - [4:37]
作詞・作曲：UNIST
編曲：Peach
  - 25thシングル
  - 関西テレビ・フジテレビ系火曜ドラマ『よろず占い処 陰陽屋へようこそ』主題歌[37]
6. ひびき - [4:40]
作詞：HAJIME
作曲：金丸佳史
編曲：大西省吾
  - 26thシングル
  - TBS系木曜ドラマ劇場『Dr.DMAT』主題歌[38]
7. キング オブ 男! - [4:09]
作詞：若旦那 (from 湘南乃風)
作曲：TAKESHI
編曲：久米康嵩
  - 27thシングル
  - 東宝配給映画『土竜の唄 潜入捜査官REIJI』主題歌[39]
  - 湘南乃風の若旦那からの楽曲提供。
8. オモイダマ - [4:57]
作詞：松原さらり
作曲：南田健吾
編曲：大西省吾
ブラスアレンジ：YOKAN
  - 28thシングル
  - 2014ABC夏の高校野球応援ソング[40]
  - 朝日放送・テレビ朝日系『熱闘甲子園』テーマソング[41]
  - 阪神電気鉄道『甲子園駅』接近メロディ[42]
9. ER2 - [3:49]
作詞・作曲：GAKU
編曲：久米康嵩
  - 「エイトレンジャー」名義の楽曲。
  - 29thシングル
  - 東宝配給映画『エイトレンジャー2』主題歌[43]
10. 言ったじゃないか - [4:58]
作詞：宮藤官九郎
作曲：峯田和伸
編曲：大西省吾、Peach
  - 30thシングルの1曲目
  - TBS系日曜劇場『ごめんね青春!』主題歌[44]
  - グループ魂の宮藤官九郎、銀杏BOYZの峯田和伸からの楽曲提供。
11. CloveR - [4:32]
作詞・作曲：GAKU
編曲：Peach
  - 30thシングルの2曲目
  - 東宝配給映画『クローバー』主題歌[45]
12. 無責任ヒーロー jam with 東京スカパラダイスオーケストラ (bonus track) - [4:59]
作詞：上中丈弥
作曲：馬飼野康二
編曲：東京スカパラダイスオーケストラ、Peach
ホーンアレンジ：北原雅彦
  - 9thシングルのバンドバージョン
  - 東京スカパラダイスオーケストラが参加している。
  - 2018年7月8日放送のテレビ朝日系『関ジャム 完全燃SHOW』にて、渋谷すばるの脱退による7人での最後の演奏の1曲目として、東京スカパラダイスオーケストラと共に演奏された。
  - 同年9月3日に開催された自身ライブツアー『KANJANI'S EIGHTERTAINMENT GR8EST』の東京ドーム公演にて、東京スカパラダイスオーケストラがサプライズ登場し、共に演奏された。
  - 同年12月5日放送のフジテレビ系『FNS歌謡祭』にて、東京スカパラダイスオーケストラと共に演奏された。

#### Disc 2
1. がむしゃら行進曲 - [4:15]
作詞・作曲・編曲：Peach
ブラスアレンジ：YOKAN
  - 31stシングル
  - 日本テレビ系土曜ドラマ『地獄先生ぬ〜べ〜』主題歌[46]
2. 強く 強く 強く - [4:47]
作詞・作曲：前原利次
編曲：Peach
  - 32ndシングル
  - 日本テレビ系土曜ドラマ『ドS刑事』主題歌[47]
3. 前向きスクリーム! - [4:29]
作詞：GAKU、渡辺潤平
作曲：GAKU
編曲：久米康嵩
  - 33rdシングル
  - 大塚製薬『オロナミンC』CMソング[48]
4. 侍唄 (さむらいソング) - [4:58]
作詞・作曲・編曲：池田貴史
  - 34thシングル
  - テレビ朝日系金曜ナイトドラマ『サムライせんせい』主題歌[49]
  - レキシからの楽曲提供。
5. 罪と夏 - [4:26]
作詞：高木誠司
作曲：Dr.Dalmatian
編曲：Dr.Dalmatian、久米康嵩
  - 35thシングル
6. パノラマ - [4:11]
作詞：SHIKATA
作曲：SHIKATA、GRP
編曲：野間康介
  - 36thシングル
  - フジテレビ系アニメ『モンスターハンター ストーリーズ RIDE ON』主題歌[50]
7. NOROSHI - [4:32]
作詞：高木誠司
作曲・編曲：Peach
  - 37thシングル
  - 東宝配給映画『土竜の唄 香港狂騒曲』主題歌[51]
8. なぐりガキBEAT※※ - [3:46]
作詞・作曲：NOMSON
編曲：大西省吾
  - 38thシングル
  - 松竹配給映画『破門 ふたりのヤクビョーガミ』主題歌[52]
9. 奇跡の人※ - [6:22]
作詞・作曲：さだまさし
編曲・サウンドプロデュース：島田昌典
  - 39thシングル
  - 日本テレビ系土曜ドラマ『ウチの夫は仕事ができない』主題歌[53]
  - さだまさしと島田昌典からの楽曲提供。
10. 応答セヨ※ - [4:20]
作詞：新藤晴一
作曲：中野領太
編曲：Peach
  - 40thシングル
  - ショウゲート配給映画『泥棒役者』主題歌[54]
  - ポルノグラフィティの新藤晴一からの楽曲提供。
11. 大阪ロマネスク feat. 葉加瀬太郎 (bonus track) - [4:52]
作詞：相田毅
作曲：谷本新
編曲：本間昭光
バイオリン・ストリングスアレンジ：羽毛田丈史
  - 4thシングル2曲目の新録バージョン
  - 公益財団法人大阪観光局『大阪観光テーマソング』[55]
  - 葉加瀬太郎が参加している。
  - 2018年7月8日放送の『関ジャム 完全燃SHOW』にて、上述の「無責任ヒーロー」と同様、7人での最後の演奏の2曲目として披露された。

### 配信
配信限定作品。2024年1月1日に配信された。
1. あおっぱな
2. へそ曲がり
3. ここにしかない景色
4. 涙の答え
5. ココロ空モヨウ
6. ひびき
7. キング オブ 男!
8. オモイダマ
9. ER2
10. 言ったじゃないか
11. CloveR
12. 無責任ヒーロー jam with 東京スカパラダイスオーケストラ
13. がむしゃら行進曲
14. 強く 強く 強く
15. 前向きスクリーム!
16. 侍唄 (さむらいソング)
17. 罪と夏
18. パノラマ
19. NOROSHI
20. なぐりガキBEAT
21. 奇跡の人
22. 応答セヨ
23. 大阪ロマネスク feat. 葉加瀬太郎

### 特典CD（201∞限定盤）
| #         | タイトル                                                   | 作詞  | 作曲・編曲 | 時間 |
| --------- | ---------------------------------------------------------- | ----- | ---------- | ---- |
| 1.        | 「ズッコケ男道」(6thシングル)                              |       |            | 1:56 |
| 2.        | 「EJ☆コースター」(7thアルバム『関ジャニズム』収録曲)       |       |            | 1:32 |
| 3.        | 「WASABI」(8thアルバム『関ジャニ∞の元気が出るCD!!』収録曲) |       |            | 1:13 |
| 4.        | 「NOROSHI」(37thシングル)                                  |       |            | 1:17 |
| 5.        | 「なぐりガキBEAT」(38thシングル)                           |       |            | 1:15 |
| 6.        | 「無責任ヒーロー」(9thシングル)                            |       |            | 1:53 |
| 7.        | 「Black of night」(37thシングルカップリング)               |       |            | 1:27 |
| 8.        | 「ブリュレ」(3rdアルバム『PUZZLE』収録曲)                  |       |            | 1:39 |
| 9.        | 「クルトン」(1stベストアルバム『8EST』収録曲)              |       |            | 1:37 |
| 10.       | 「Sorry Sorry love」(6thアルバム『JUKE BOX』収録曲)        |       |            | 1:43 |
| 11.       | 「モノグラム」(4thアルバム『8UPPERS』収録曲)               |       |            | 1:41 |
| 12.       | 「好きやねん、大阪。」(3rdシングルの1曲目)                 |       |            | 2:12 |
| 13.       | 「ワッハッハー」(8thシングル)                              |       |            | 1:54 |
| 14.       | 「イッツ マイ ソウル」(7thシングル)                        |       |            | 1:17 |
| 15.       | 「愛でした。」(20thシングル)                               |       |            | 1:31 |
| 16.       | 「I to U」(19thシングルカップリング)                       |       |            | 1:38 |
| 17.       | 「myself」(23rdシングルカップリング)                       |       |            | 1:27 |
| 18.       | 「BJ」(38thシングルカップリング)                           |       |            | 1:24 |
| 19.       | 「ツブサニコイ」(19thシングル)                             |       |            | 2:02 |
| 20.       | 「365日家族」(18thシングル)                                |       |            | 2:30 |
| 21.       | 「マイホーム」(17thシングル)                               |       |            | 1:28 |
| 22.       | 「ロイヤルミルクストーリー」(24thシングルカップリング)     |       |            | 1:23 |
| 23.       | 「Snow White」(13thシングルの3曲目)                        |       |            | 2:17 |
| 24.       | 「アネモネ」(27thシングルカップリング)                     |       |            | 2:28 |
| 25.       | 「background」(36thシングルカップリング)                   |       |            | 2:10 |
| 26.       | 「Heavenly Psycho」(34thシングルカップリング)              |       |            | 2:18 |
| 27.       | 「純情恋花火」(28thシングルカップリング)                   |       |            | 1:15 |
| 28.       | 「浮世踊リビト」(14thシングルカップリング)                 |       |            | 1:52 |
| 29.       | 「Tokyoholic」(38thシングルカップリング)                   |       |            | 1:32 |
| 30.       | 「おんぼろStory」(22ndシングルカップリング)                |       |            | 1:16 |
| 31.       | 「RAGE」(7thアルバム『関ジャニズム』収録曲)                |       |            | 1:19 |
| 32.       | 「えげつない」(9thアルバム『ジャム』収録曲)                |       |            | 1:02 |
| 33.       | 「象」(7thアルバム『関ジャニズム』収録曲)                  |       |            | 1:23 |
| 34.       | 「Fight for the Eight」(5thアルバム『FIGHT』収録曲)        |       |            | 1:17 |
| 35.       | 「前向きスクリーム!」(33rdシングル)                        |       |            | 1:48 |
| 36.       | 「T.W.L」(16thシングル)                                    |       |            | 1:44 |
| 37.       | 「LIFE〜目の前の向こうへ〜」(15thシングル)                 |       |            | 2:44 |
| 38.       | 「今」(9thアルバム『ジャム』収録曲)                        |       |            | 2:52 |
| 合計時間: | 合計時間:                                                  | 65:16 |            |      |

### 特典DVD

#### 完全限定豪華盤
| #         | タイトル                                                           | 作詞  | 作曲・編曲 | 時間  |
| --------- | ------------------------------------------------------------------ | ----- | ---------- | ----- |
| 1.        | 「あおっぱな」                                                     |       |            | 3:59  |
| 2.        | 「へそ曲がり」                                                     |       |            | 4:21  |
| 3.        | 「ここにしかない景色」                                             |       |            | 4:29  |
| 4.        | 「涙の答え」                                                       |       |            | 7:52  |
| 5.        | 「TAKOYAKI in my heart」                                           |       |            | 5:05  |
| 6.        | 「ココロ空モヨウ」                                                 |       |            | 4:52  |
| 7.        | 「ひびき」                                                         |       |            | 6:13  |
| 8.        | 「キング オブ 男!」                                                |       |            | 5:19  |
| 9.        | 「オモイダマ」                                                     |       |            | 5:05  |
| 10.       | 「ER2」(一切合切ver.)                                              |       |            | 3:54  |
| 11.       | 「言ったじゃないか」                                               |       |            | 4:58  |
| 12.       | 「CloveR」                                                         |       |            | 4:33  |
| 13.       | 「EJ☆コースター」                                                  |       |            | 4:30  |
| 14.       | 「無責任ヒーロー jam with 東京スカパラダイスオーケストラ」         |       |            | 5:07  |
| 15.       | 「無責任ヒーロー jam with 東京スカパラダイスオーケストラ」(Making) |       |            | 22:06 |
| 合計時間: | 合計時間:                                                          | 92:23 |            |       |

| #         | タイトル                                    | 作詞  | 作曲・編曲 | 時間  |
| --------- | ------------------------------------------- | ----- | ---------- | ----- |
| 1.        | 「がむしゃら行進曲」                        |       |            | 5:10  |
| 2.        | 「強く 強く 強く」                          |       |            | 5:00  |
| 3.        | 「前向きスクリーム!」                       |       |            | 4:30  |
| 4.        | 「CANDY MY LOVE」(キャンジャニ∞)            |       |            | 4:17  |
| 5.        | 「侍唄 (さむらいソング)」                   |       |            | 5:09  |
| 6.        | 「罪と夏」                                  |       |            | 5:00  |
| 7.        | 「バッキバキ体操 第一」                     |       |            | 4:04  |
| 8.        | 「パノラマ」                                |       |            | 4:12  |
| 9.        | 「NOROSHI」                                 |       |            | 4:50  |
| 10.       | 「Black of night」                          |       |            | 4:06  |
| 11.       | 「なぐりガキBEAT」                          |       |            | 3:58  |
| 12.       | 「青春のすべて」                            |       |            | 4:47  |
| 13.       | 「今」                                      |       |            | 4:18  |
| 14.       | 「奇跡の人」                                |       |            | 6:38  |
| 15.       | 「応答セヨ」                                |       |            | 4:43  |
| 16.       | 「Sweet Parade」                            |       |            | 4:20  |
| 17.       | 「大阪ロマネスク feat. 葉加瀬太郎」         |       |            | 5:04  |
| 18.       | 「大阪ロマネスク feat. 葉加瀬太郎」(Making) |       |            | 18:58 |
| 合計時間: | 合計時間:                                   | 99:04 |            |       |

#### 201∞限定盤
| #         | タイトル                               | 作詞  | 作曲・編曲 | 時間  |
| --------- | -------------------------------------- | ----- | ---------- | ----- |
| 1.        | 「HELLO! GR8EST BABY!!」(監修：長久允) |       |            | 3:51  |
| 2.        | 「HELLO! GR8EST BABY!!」(メイキング)   |       |            | 10:06 |
| 合計時間: | 合計時間:                              | 13:57 |            |       |

## タイアップ
※表記は発売順
- あおっぱな
  - テレビ朝日系金曜ナイトドラマ『ボーイズ・オン・ザ・ラン』主題歌[33]
- へそ曲がり
  - テレビ朝日系金曜ナイトドラマ『お天気お姉さん』主題歌[34]
- ここにしかない景色
  - 東宝配給映画『県庁おもてなし課』主題歌[35]
- 涙の答え
  - ショウゲート配給映画『100回泣くこと』主題歌[36]
- ココロ空モヨウ
  - 関西テレビ・フジテレビ系火曜ドラマ『よろず占い処 陰陽屋へようこそ』主題歌[37]
- ひびき
  - TBS系木曜ドラマ劇場『Dr.DMAT』主題歌[38]
- キング オブ 男!
  - 東宝配給映画『土竜の唄 潜入捜査官REIJI』主題歌[39]
- オモイダマ
  - 2014ABC夏の高校野球応援ソング[40]
  - 朝日放送・テレビ朝日系『熱闘甲子園』テーマソング[41]
  - 阪神電気鉄道『甲子園駅』接近メロディ[42]
- ER2
  - 東宝配給映画『エイトレンジャー2』主題歌[43]
- 言ったじゃないか
  - TBS系日曜劇場『ごめんね青春!』主題歌[44]
- CloveR
  - 東宝配給映画『クローバー』主題歌[45]
- がむしゃら行進曲
  - 日本テレビ系土曜ドラマ『地獄先生ぬ〜べ〜』主題歌[46]
- 強く 強く 強く
  - 日本テレビ系土曜ドラマ『ドS刑事』主題歌[47]
- 前向きスクリーム!
  - 大塚製薬『オロナミンC』CMソング[48]
- 侍唄 (さむらいソング)
  - テレビ朝日系金曜ナイトドラマ『サムライせんせい』主題歌[49]
- パノラマ
  - フジテレビ系アニメ『モンスターハンター ストーリーズ RIDE ON』主題歌[50]
- NOROSHI
  - 東宝配給映画『土竜の唄 香港狂騒曲』主題歌[51]
- なぐりガキBEAT
  - 松竹配給映画『破門 ふたりのヤクビョーガミ』主題歌[52]
- 奇跡の人
  - 日本テレビ系土曜ドラマ『ウチの夫は仕事ができない』主題歌[53]
- 応答セヨ
  - ショウゲート配給映画『泥棒役者』主題歌[54]
- 大阪ロマネスク feat. 葉加瀬太郎
  - 公益財団法人大阪観光局『大阪観光テーマソング』[55]

## 参加ミュージシャン
- アルバムクレジットより。
- 新録曲のみ。

Disc 1
1. 無責任ヒーロー jam with 東京スカパラダイスオーケストラ
  - Trumpet：横山裕
  - Guitar：渋谷すばる
  - Keyboards：村上信五
  - Bass：丸山隆平
  - Guitar：安田章大
  - Guitar：錦戸亮
  - Drums：大倉忠義
  - Trumpet：NARGO
  - Trombone：北原雅彦
  - Tenor sax：GAMO
  - Baritone sax：谷中敦
  - Guitar：加藤隆志
  - Bass：川上つよし
  - Keyboards：沖祐市
  - Percussion：大森はじめ
  - Drums：茂木欣一
  - Yelled by 東京スカパラダイスオーケストラ

Disc 2
1. 大阪ロマネスク feat.葉加瀬太郎
  - Violin：葉加瀬太郎
  - Strings：今野均ストリングス
  - Drums：玉田豊夢
  - E Bass：安達貴史
  - A & E Guitar：鳥山雄司
  - Percussion：坂井"Lambsy"秀彰
  - Keyboards, other instruments：本間昭光

## 関連ライブ
- KANJANI'S EIGHTERTAINMENT GR8EST（2018年7月15日 - 11月18日、全15公演）

- KANJANI'S EIGHTERTAINMENT GR8EST in Taipei（2018年9月22日・23日、全2公演）